# Ralph Holden
Ralph Holden (sinh năm 1890) là một cựu cầu thủ bóng đá người Anh từng thi đấu ở vị trí tiền vệ.